# Linsleya suavissima
Linsleya suavissima es una especie de coleóptero de la familia Meloidae.

## Distribución geográfica
Habita en México y Arizona  en (Estados Unidos).